# Mount Amundsen
Der Mount Amundsen ist ein Nunatak im ostantarktischen Wilkesland. Er liegt östlich des Denman-Gletschers und 18 km nordöstlich des Mount Sandow.
Mitglieder der West-Basis bei der Australasiatischen Antarktisexpedition (1911–1914) unter der Leitung des australischen Polarforschers Douglas Mawson entdeckten ihn. Mawson benannte ihn nach dem norwegischen Polarforscher Roald Amundsen (1872–1928).